# NUMB
La proteína numb homolog (NUMB) es una proteína codificada en humanos por el gen NUMB.
La proteína NUMB juega un papel importante en la determinación del destino celular durante el desarrollo. Esta proteína, cuya degradación es inducida por Mdm2 de un modo dependiente de proteasoma, es una proteína unida a membrana que ha demostrado estar asociada con EPS15, LNX1 y NOTCH1. Se han descrito cuatro variantes transcripcionales del gen que codifican diferentes isoformas de la proteína.

## Interacciones
La proteína NUMB ha demostrado ser capaz de interaccionar con:
- AP2A1[2]
- Mdm2[3][4]
- Proteína L1[2]
- DPYSL2[2]
- SIAH1[5]
- p53[4]
- LNX1[6]